# Euphyia lamprotis
Euphyia lamprotis är en fjärilsart som beskrevs av Guest 1887. Euphyia lamprotis ingår i släktet Euphyia och familjen mätare. Inga underarter finns listade i Catalogue of Life.